# رضا ولی‌بیگف
رضا ولی‌بیگف (ترکی آذربایجانی: Rza Xəlil oğlu Vəlibəyov; ۱۹۰۳ – ۱۹۷۴ (۷۰−۷۱ سال)) چهره نامور آذربایجانی‌تبار حزب حاکم جمهوری شوروی سوسیالیستی ارمنستان و سردبیر روزنامه «ارمنستان شوروی» بود.

## شرح حال
رضا ولی‌بیگف در سال ۱۹۰۳ در روستای «آگاراکاوان» «شهرستان اچمیادزین» به دنیا آمد. وی دانش‌آموخته دانشگاه کمونیستی ماوراء قفقاز (۱۹۲۴–۱۹۲۸) بود. فعالیت‌های شغلی خود را به‌عنوان دبیر شعبه کمیته حزب کمونیست در «شهرستان واردنیس» آغاز نموده و سپس برای مدت کوتاهی به‌عنوان سردبیر نشریه «قیزیل شفق» فعالیت داشت.
در سال‌های متعاقب، به سمت‌هایی چون ریاست بخش در کمیته مرکزی حزب کمونیست ارمنستان، کمیسری دادگستری مردم (وزیر دادگستری) ارمنستان شوروی و جانشینی شورای کمیسرهای مردم (کابینه وزرا) رسید. در سالهای ۱۹۴۷ تا ۱۹۴۹، دوباره مسئولیت سردبیری روزنامه «ارمنستان شوروی» را به عهده گرفت و در سالهای ۱۹۵۹ الی ۱۹۶۲ به عنوان معاون اول وزیر آموزش و پرورش ارمنستان شوروی و در دوره‌هایی به عنوان نماینده به شورای عالی اتحاد جماهیر شوروی و نیز ارمنستان شوروی راه پیدا کرد.
رضا ولی‌بیگف در سال۱۹۷۴ درگذشت. وی تنها آذربایجانی می‌باشد که در پانتئون کومیتاس (آرامستان مفاخر) در ایروان به خاک سپرده شده‌است.